# Primera missió
Primera missió (títol original: First Mission / Long de xin) és una pel·lícula de Hong Kong dirigida per Sammo Hung i Fruit Chan, estrenada l'any 1985. Ha estat doblada al català

## Argument
Ted és un inspector de policia que somia esdevenir mariner, però ha d'ocupar-se del seu germà discapacitat mental, Danny. Ted s'enfrontarà a un grup de pistolers que accidentalment han implicat el seu germà en un afer de robatori de joies…

## Repartiment
- Jackie Chan : Ted / Tat Fung
- Sammo Hung : Danny / Dodo Fung
- Emily Caigut : Jenny
- Mang Hoi : Yan
- Melvin Wong : Inspector Wong
- Lam Ching-ying : El comandant de la team SWAT
- Peter Chan : Membre de l'equip SWAT
- Chin Kar-lok : Membre de l'equip SWAT
- Yuen Wah : Membre de l'equip SWAT
- Corey Yuen : Membre de l'equip SWAT
- Anthony Chan : El professor de Danny
- James Tien : M. Kim
- Wu La meva : El propietari de la cerveseria
- Tai Po : Kenny / Keung

## Premis i nominacions
- Premi de la millor B.O de pel·lícula (Man Yee Lam), en els  Hong Kong Film Awards 1986.
- Nominació al premi al millor director (Sammo Hung), millor actor (Jackie Chan) i millors coreografies en els Hong Kong Film Awards 1986.